# ميليسا بير
ميليسا بير (بالإنجليزية: Melissa Behr)‏ هي ممثلة أمريكية، ولدت في 1964.

## وصلات خارجية
- الموقع الرسمي
- ميليسا بير على موقع IMDb (الإنجليزية)
- ميليسا بير على موقع أول موفي (الإنجليزية)
- ميليسا بير على موقع قاعدة بيانات الفيلم (الإنجليزية)